# Cerro del Aripo
El Cerro del Aripo (940 m s. n. m.) es el punto más alto de la República de Trinidad y Tobago. Forma parte del macizo de Aripo y está situado en la Cordillera del Norte de la isla de Trinidad, al nordeste de la localidad de Arima.